# UFC 200
UFC 200: Tate vs. Nunes fue un evento de artes marciales mixtas celebrado por Ultimate Fighting Championship el 9 de julio de 2016 en el T-Mobile Arena, en Las Vegas, Nevada.

## Historia
El evento estelar contó con el combate por el Campeonato de Peso Gallo de Mujeres de UFC entre Miesha Tate y Amanda Nunes. Originalmente el evento estelar iba a ser el combate por el campeonato semi-pesado entre Jon Jones y Daniel Cormier, pero Jones dio positivo pocos días antes del evento y fue sustituido a última hora por Anderson Silva.
El evento coestelar contó con la vuelta de Brock Lesnar a la UFC que iba a enfrentarse a Mark Hunt.